# Ploceus xanthopterus
Ploceus xanthopterus е вид птица от семейство Ploceidae.

## Разпространение
Видът е разпространен в Ботсвана, Замбия, Зимбабве, Демократична република Конго, Малави, Мозамбик, Намибия, Танзания и Южна Африка.